# Brans
Brans é uma comuna francesa na região administrativa de Borgonha-Franco-Condado, no departamento de Jura. Estende-se por uma área de 8,77 km². Em 2010 a comuna tinha 219 habitantes (densidade: 25 hab./km²).